# Dom ciszy
Dom ciszy (tur. Sessiz Ev) – powieść wydana w 1983 roku tureckiego pisarza Orhana Pamuka, laureata Nagrody Nobla w dziedzine literatury w 2006. Dzieje upadku jednej rodziny na tle burzliwej XX wiecznej historii Turcji.

## Fabuła
Dom ciszy to jedna z najwcześniejszych powieści Orhana Pamuka, powstała w 1983 roku. Ukazuje w niej sugestywny obraz Turcji od początku XX w. po lata 80. Pamuk opowiada sagę rodzinną z punktu widzenia poszczególnych postaci. Do domu dziewięćdziesięcioletniej babki Fatmy, przyjeżdża w czasie wakacji troje dorosłych wnuków. Ich rodzice, podobnie jak dziadek, już nie żyją. Fatma nieustannie rozpamiętuje przeszłość, która kryje sporo tajemnic i mroku. Dom, położony na prowincji, pełen jest dziwnej ciszy, kryje wiele rodzinnych sekretów, mających swój początek kilkadziesiąt lat wcześniej, kiedy Fatma przybyła do małego miasteczka ze Stambułu ze swoim mężem. Zafascynowany zachodnią kulturą lekarz-ateista marzył, że pisana przez niego i ostatecznie nigdy nieukończona wielotomowa encyklopedia, zbierająca całość ludzkiej nauki i doświadczenia, oświeci zabobonne umysły tureckiego ludu. Pod koniec życia, kiedy doszedł do hasła śmierć, dopadło go wszechogarniające poczucie nicości. Natomiast jego marzenia odziedziczyły dzieci. Syn, który chciał zmienić sytuację polityczną Turcji, a ostatecznie się rozpił i umarł wcześnie, i wnukowie – przede wszystkim Faruk, historyk, który spędza czas w archiwum, bada XVI-wieczne dokumenty, by napisać wielkie dzieło historyczne – od początku skazane na niepowodzenie. Przypomina pisarza, który zbiera materiały i grzęźnie, nie może postąpić już ani kroku dalej. Wszyscy w tej rodzinie są uwięzieni w klatce.